# 超長鎖脂肪酸
超長鎖脂肪酸(Very long chain fatty acid、VLCFA)は、22炭素長以上の炭素鎖を持つ脂肪酸である。
多くの脂肪酸とは異なり、VLCFAは、長すぎるためにミトコンドリアでは代謝できず、ペルオキシソームで代謝する必要がある。
副腎白質ジストロフィーのようなペルオキシソームの病気は、VLCFAの蓄積と関連している 。

## 関連文献
- Moser, H. W.; Moser, A. B.; Frayer, K. K.; Chen, W.; Schulman, J. D.; O'Neill, B. P.; Kishimoto, Y. (1981). “Adrenoleukodystrophy: Increased plasma content of saturated very long chain fatty acids”. Neurology 31 (10):  1241–1241. doi:10.1212/WNL.31.10.1241. ISSN 0028-3878.